# Combat de la lande d'Izé
Chouannerie
Batailles
Le combat de la lande d'Izé a lieu en janvier 1796, pendant la Chouannerie.

## Prélude
Le déroulement de ce combat est rapporté par l'officier chouan Toussaint du Breil de Pontbriand, dans ses mémoires. Celui-ci le place en janvier 1796,. D'après son récit, le général Jean Humbert arrive à Fougères avec 800 hommes après le désastre de la deuxième bataille du Rocher de La Piochais,,. Il réorganise la garnison de la ville et incorpore le reste des carabiniers de Joré à sa colonne, puis décide de regagner Vitré,,. Cependant, les chefs chouans de la division de Vitré sont informés de ce retour et décident de tendre une embuscade à la colonne de Humbert,,. 

## Forces en présence
D'après Pontbriand, la colonne du général Jean Humbert est forte de 800 hommes, dont 60 hussards,,. Alexis du Bouays de Couësbouc, Toussaint du Breil de Pontbriand et Henri du Boishamon dirigent l'attaque du côté des chouans,,. La division de Vitré est cependant dispersée ce jour-là et les officiers chouans n'ont le temps de rassembler que 150 hommes,,.

## Déroulement
Couësbouc dresse une première embuscade au rocher de Malnoë,,. Mais Pontbriand et Boishamon jugent la position indéfendable avec si peu d'hommes et font observer à Couësbouc qu'en cas de déroute, la vaste lande d'Izé, située sur leurs arrières, permettrait à la cavalerie républicaine de faire un carnage,,. Couësbouc se laisse convaincre et les chouans traversent la lande pour prendre une position plus avantageuse,,.
Lorsque Humbert fait son apparition au rocher de Malnoë, il constate aussitôt qu'une petite pluie a rendu les traces de pas laissées par les chouans fortes apparentes,,. Il détache alors 400 hommes de sa colonne avec ordre de suivre ces traces, puis il poursuit sa marche sur la grande route avec le reste,,. La colonne détachée perd cependant sa piste dans la lande et prend le chemin du château du Bois-Cornillé, ce qui l'éloigne grandement de son général,,. Humbert arrive alors sur le lieu de l'embuscade, en tête de colonne avec les hussards,,. Les chouans ouvrent le feu à 50 pas et plusieurs chevaux et cavaliers s'effondrent, morts ou blessés,,. Les républicains ne peuvent apercevoir leurs assaillants, mais répondent par « un feu terrible » dans leur direction,,. Les chouans ne font pas d'autre décharge et se retirent aussitôt, sans être poursuivis,,. Les républicains constatent bientôt que les chouans ne tirent plus et devinent qu'ils se sont dispersés,,. Humbert rallie alors sa troupe et reprend sa marche sur Vitré en faisant emporter les corps,,.

## Pertes
Selon Pontbriand, un chouan est mortellement blessé et succombe le lendemain du combat,,. Quatre républicains sont également tués, dont deux hussards, l'aide de camp du général Humbert et le commandant Joré,,.